# Holcocephala nigrita
Holcocephala nigrita är en tvåvingeart som först beskrevs av Fabricius 1805.  Holcocephala nigrita ingår i släktet Holcocephala och familjen rovflugor. Inga underarter finns listade i Catalogue of Life.